# Upplands runinskrifter 192
Upplands runinskrifter 192 är ett vikingatida runstensfragment av granit i Sjöberg, Össeby-Garns socken och Vallentuna kommun. Runstensfragmentet är 0,38 meter högt, 0,8 meter brett och 0,16 meter tjockt. Runhöjden är 7-8 centimeter.
Namnet "Torgrim" som nämns i ristningen på fragmentet är mycket ovanligt och det är därför sannolikt att det är samme man som omnämns på U 180. Möjligen har båda stenarna ursprungligen också stått på samma plats i närheten av där U 192 återfanns.

## Inskriften
Translitterering av runraden:
... uk × þurkrimr × -...
Normalisering till runsvenska:
... ok Þorgrimʀ ...
Översättning till nusvenska:
... och Torgrim ...